# Orthostigma nepalense
Orthostigma nepalense är en stekelart som beskrevs av Fischer 1995. Orthostigma nepalense ingår i släktet Orthostigma och familjen bracksteklar. Inga underarter finns listade i Catalogue of Life.